# 古河潤吉

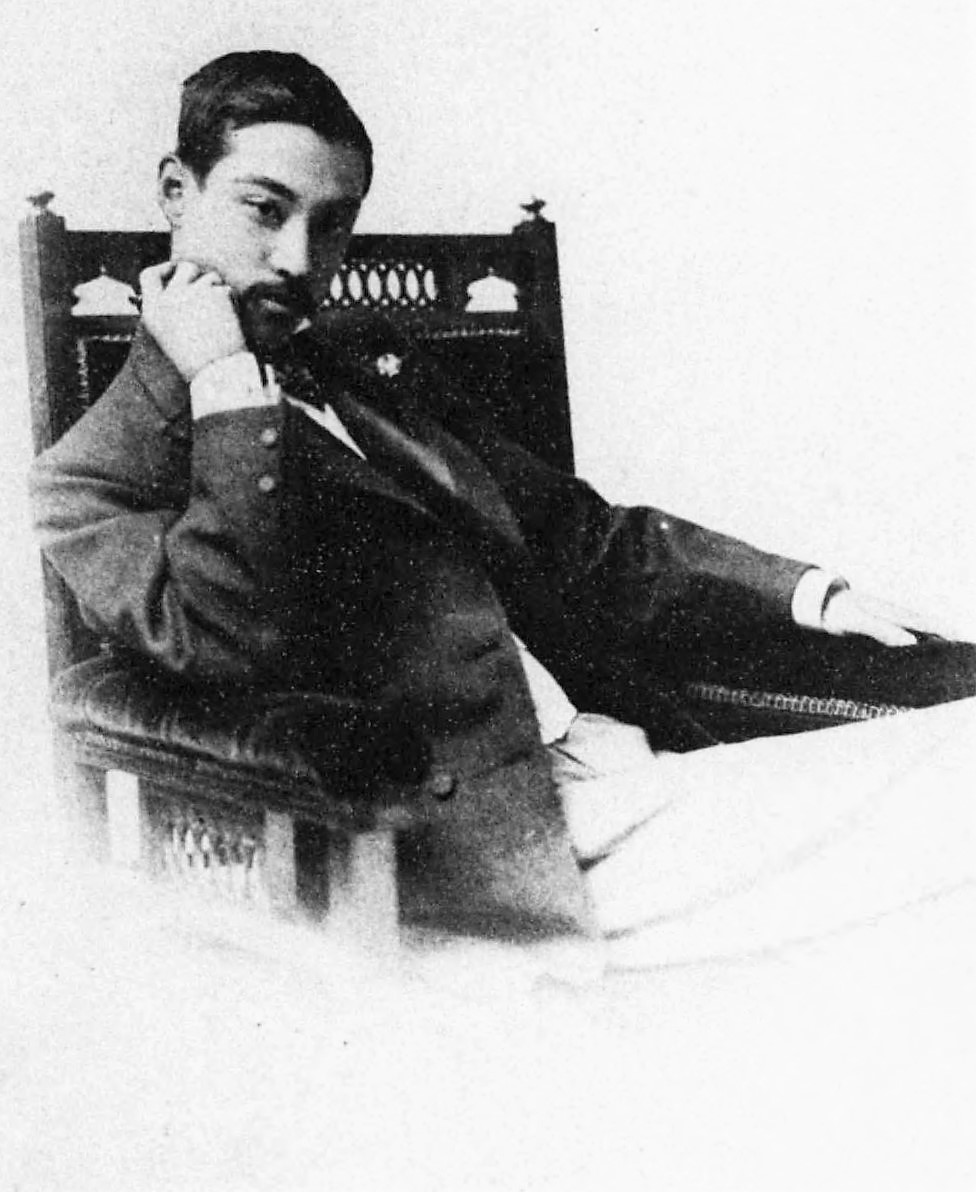
古河潤吉

古河 潤吉（ふるかわ じゅんきち、明治3年10月4日〈1870年10月28日〉 - 明治38年〈1905年〉12月12日）は、日本の鉱業家、古河財閥2代目当主。陸奥宗光の次男として生まれ、市兵衛の養子となる。

## 来歴・人物
1870年10月28日（明治3年10月4日）、和歌山県雑賀屋町に、陸奥宗光・蓮子の次男として生まれる。翌年、東京深川清住町に移る。1872年3月19日（明治5年2月11日）、母・蓮子が病死。1873年（明治6年）、古河家の養子となる約束が結ばれる。1876年（明治9年）、深川小学校に入学。1877年（明治10年）5月18日、祖父・宗広が死亡。同年、京橋木引町に移り、鍋町小学校へ転校。1878年（明治11年）、麹町区飯田町に移り、華族学校に転校。父・宗光の投獄のため6月に退学し、番町小学校に入学。
1880年（明治13年）2月28日、番町小学校を退学して古河家に入り、1883年（明治16年）5月24日、入籍の手続きを完了させる。入籍手続きが終わると間もなく、養父・市兵衛の教育方針に従い、足尾銅山での実地見学が始まる。1884年（明治17年）11月13日、祖母・政子が病死。1887年（明治20年）1月1日、義弟・虎之助が生まれる。
1888年（明治21年）5月20日、陸奥家、公使館書記官・佐藤愛麿及び技師・近藤陸三郎と共に、アメリカ留学のために横浜を出帆する。6月3日、サンフランシスコに着き、同月7日からワシントンに入る。1890年（明治23年）11月から養生のためにセーラムに転居。1891年（明治24年）6月にワシントンに戻り、9月からコーネル大学に入学し、専科生として化学を専攻する。
1893年（明治26年）9月にコーネル大学を修了して帰国。同年10月20日から足尾に入山し、経営に参与する。11月に日本初のベッセマー法を採用する。1897年（明治30年）1月に古河家事業組織の確立を企て、総務部長となる。同年8月24日、父・宗光が死亡し、兄・広吉が陸奥家を継ぐ。
1903年（明治36年）4月5日、市兵衛が死没し、4月11日に古河家を継ぐ。市兵衛の相続人として、東京養育院、東京慈恵院、福田会育児院、東京感化院などに対して寄付を行う。7月21日、東京鉱山監督署長・中村清彦から足尾銅山除外工事施行を命じられる。
1905年（明治38年）1月6日、虎之助を養子とする。同年3月21日、古河鉱業会社を新設し、3月24日に社長に就任する。
1905年（明治38年）12月12日、肺炎を発し、午後7時に死去。享年36歳。同日に勲五等瑞宝章を受章する。同月16日に葬儀が行われ、「大秀院釈智勝大居士」の戒名が付けられる。同月、虎之助が家督を継ぐ。遺贈金は兄の廣吉によって雨潤会基金となり、文化振興に充てられた。

## 家族
- 生家（陸奥家）
  - 祖父 - 伊達千広
  - 祖母 - 政子
  - 父 - 陸奥宗光
  - 母 - 陸奥蓮子（旧姓・吹田）
  - 兄 - 陸奥廣吉
- 養家（古河家）
  - 養父 - 古河市兵衛
  - 義弟 - 古河虎之助

## 著作等

### 遺稿
- 古河潤吉「鉱業誌」『開国五十年史』 下巻、開国五十年史発行所、1908年2月、485-518頁。全国書誌番号:51009917。
  - 編集作業の途中で死去したため、未定稿のまま刊行された[34]。
  - 稿本『鉱業』が筑波大学附属図書館に所蔵されている[35]。

### 伝記
- 五日会『古河潤吉君伝』五日会、1926年12月。全国書誌番号:43052229。